# Claudia Androsch
Claudia Androsch (* 31. Oktober 1964) ist eine österreichische Schauspielerin.

## Leben
Claudia Androsch wurde 1964 als Tochter des Unternehmers und Politikers Hannes Androsch geboren. 1982 spielte sie im Fernsehfilm Das Nest unter den Trümmern der Jahre mit. Ihre bekannteste Rolle war die der Sabine Leitner in der Fernsehserie Kaisermühlen Blues, die sie von 1992 bis 2000 in insgesamt 52 Folgen spielte. 
Sie spielte 2010 auf der Freien Bühne Wieden in Geliebte Sisi – die rasende Kaiserin mit Franz Suhrada.
Androsch ist verheiratet und hat eine Tochter.

## Filmografie
- 1982: Das Nest unter den Trümmern der Jahre
- 1992–2000: Kaisermühlen Blues (Fernsehserie)
- 2002: Rocco[4]
- 2010: Die verrückte Welt der Ute Bock
- 2021: Letzter Gipfel (Fernsehfilm)